# Anote Tong

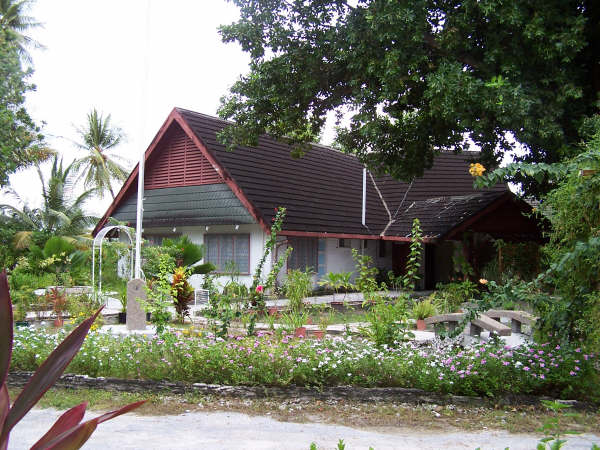
Tư dinh Tổng thống

Anote Tong (tiếng Trung: 汤安诺; bính âm: Tāng Ānnuò, Hán Việt: Thang An Nặc; sinh ngày 11 tháng 6 năm 1952) là một chính trị gia I-Kiribati gốc Hoa, ông giữ chức vụ Tổng thống của quốc đảo Thái Bình Dương Kiribati. Ông đã thắng cử trong cuộc bầu cử vào tháng 7 năm 2003 với 47,4% số phiếu, đối thủ của ông là người anh trai, Tiến sĩ Harry Tong với 43,5% số phiếu và luật sư Banuera Berina với 9,1% số phiếu. Cuộc bầu cử này bị phe đối lập cho là có gian lận, tuy nhiên Tòa án Tối cao của Tarawa đã xác nhận rằng không có sự việc này. Ông đã dễ dàng tái cử nhiệm kỳ thứ hai vào ngày 17 tháng 10 năm 2007 với 64% số phiếu ủng hộ. Năm 2012, Anote Tong tiếp tục tái cử nhiệm kỳ thứ ba, mặc dù nhận được số phiếu thấp hơn hai cuộc bầu cử trước đó.

## Đời sống cá nhân
Anote Tong sinh ra tại Tabuaeran, ông là con trai của một người đàn ông gốc Hoa định cư tại quần đảo Gilberts sau Thế chiến II và bà Nei Keke, cư dân đến từ hòn đảo Maiana tại Kiribati, ông theo học trung học tại St Bede's College và tốt nghiệp Đại học Canterbury với bằng Cử nhân Khoa học, sau đó ông tiếp tục giành được bằng Thạc sĩ Kinh tế của Trường Kinh tế và Khoa học Chính trị Luân Đôn. Ông kết hôn với một phụ nữ Kiribati, Đệ nhất phu nhân Nei Meme và có bảy người con.

## Sự nghiệp chính trị
Trong chiến dịch tranh cử năm 2003, ông hứa sẽ xem xét lại việc cho Cộng hòa Nhân dân Trung Hoa thuê một căn cứ theo dõi vệ tinh và do thám và "có những hành động thích hợp vào đúng thời điểm." Ngày 7 tháng 11 năm 2003, ông cho thiết lập quan hệ ngoại giao với chính quyền Trung Hoa Dân Quốc tại Đài Loan, kết quả là Cộng hòa Nhân dân Trung Hoa đã cắt đứt quan hệ và bỏ trống cơ sở vệ tinh của họ gần một tháng sau đó.
Anote Tong đã tái cử một cách áp đảo trong kỳ bầu cử Nghị viện Kiribati vào tháng 8 năm 2007. Đến ngày 17 tháng 10 năm 2007, ông tái cử tổng thống nhiệm kỳ 2 với một đa số lớn. Phe đối lập tẩy chay cuộc bầu cử do việc ngăn chặn hai ứng cử viên đối lập, bao gồm cả anh trai của Anote Tong.
Anote Tong đã tái cử nhiệm kỳ thứ ba với nhiệm kỳ 4 năm trong cuộc bầu cử Tỏng thống vào năm 2012. Ông giành được 40% số phiếu phổ thông. và đánh bại hai đối thủ bao gồm cả đối thủ gần đây nhất là Tetaua Taitai với hơn 2.000 phiếu.

## Với vấn đề biến đổi khí hậu
Tổng thống Anote Tong đã thu hút được sự chú ý của quốc tế khi cảnh báo rằng đất nước của ông có thể sẽ trở nên không còn cư trú được vào thập kỷ 2050 do mực nước biển dâng và nhiễm mặn do biến đổi khí hậu. Anote Tong tuyên bố trong một số sự kiện rằng Kiribati có thể hoàn toàn dừng tồn tại và toàn bộ 94.000 cư dân của quốc đảo cần phải tái định cư với tư cách là những người tị nạn khí hậu. Vào tháng 6 năm 2008, ông phát biểu rằng Kiribati có thể tiến đến "điểm không thể quay lại"; ông nói thêm: "Lập kế hoạch cho ngày mà bạn không còn có một quốc gia thực là đau đớn nhưng tôi nghĩ chúng tôi sẽ phải làm điều đó."